# Bentsjordtinden
Bentsjordtinden est une montagne du comté de Troms, en Norvège. Elle culmine à 1 169 m d'altitude, ce qui en fait le point culminant de la péninsule de Malang.

## Géographie
Le sommet principal, Store Bentsjordtinden (1 169 m), est entouré de sommets secondaires :
- Nordre Bentsjordtinden (1 096 m) ;
- Søndre Bentsjordtinden (1 125 m) ;
- Durmålstinden (1 145 m).